# Comuna de Skarżysko Kościelne
Skarżysko Kościelne (polaco: Gmina Skarżysko Kościelne) é uma gminy (comuna) na Polónia, na voivodia de Santa Cruz e no condado de Skarżyski. A sede do condado é a cidade de Skarżysko Kościelne.
De acordo com os censos de 2006, a comuna tem 6204 habitantes, com uma densidade 116,53 hab/km².

## Área
Estende-se por uma área de 53,24 km².

## Demografia
Dados de 30 de Junho 2004:
|                      | Total   | Total | Mulheres | Mulheres | Homens  | Homens |
| -------------------- | ------- | ----- | -------- | -------- | ------- | ------ |
|                      | pessoas | %     | pessoas  | %        | pessoas | %      |
| População            | 6198    | 100   | 3161     | 51       | 3037    | 49     |
| Densidade (pop./km²) | 171,3   | 100   | 87,4     | 87,4     | 83,9    | 83,9   |

De acordo com dados de 2005, o rendimento médio per capita ascendia a 1523,55 zł.

## Comunas vizinhas
- Mirów, Mirzec, Skarżysko-Kamienna, Szydłowiec, Wąchock